# Fusedmarc

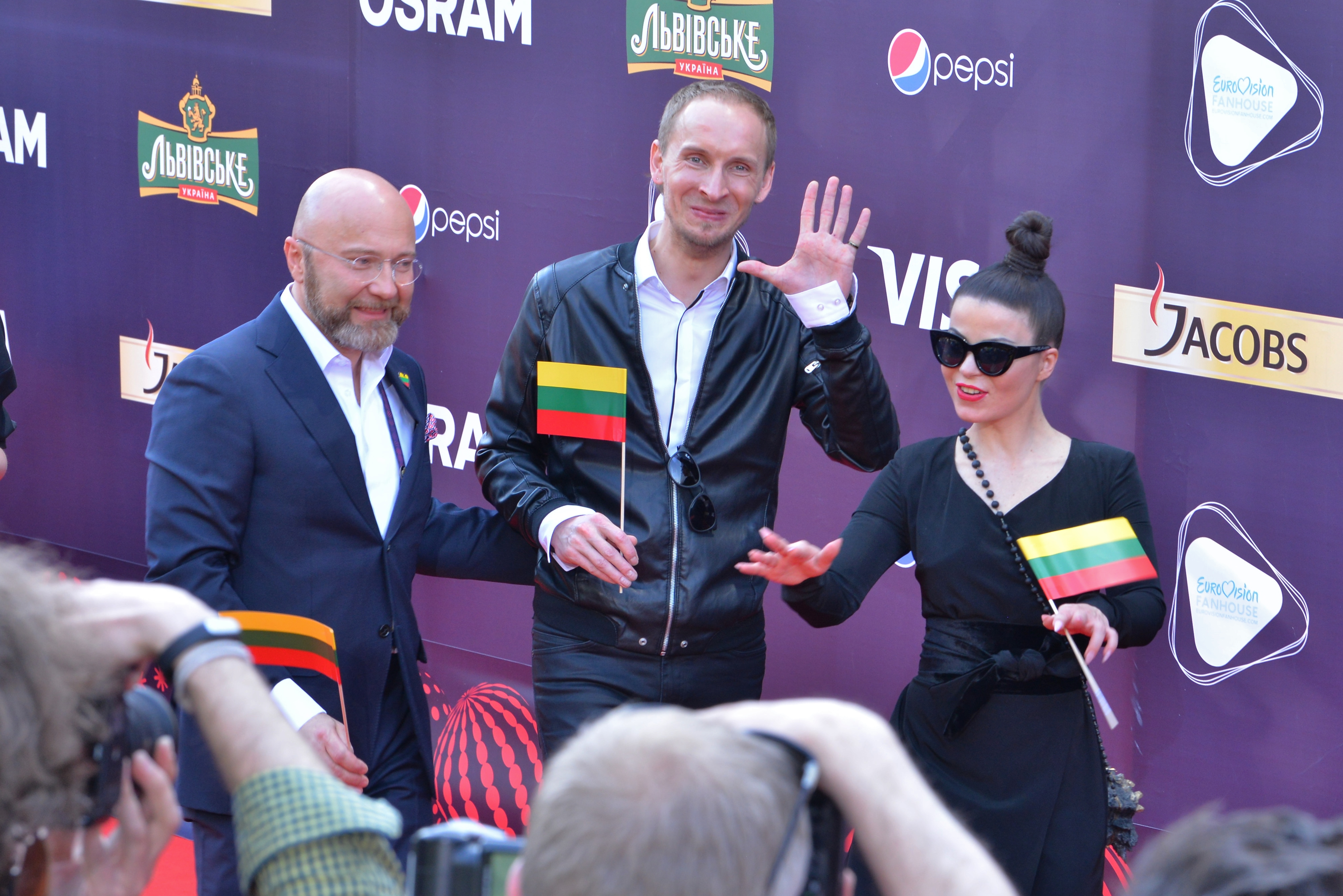
Fusedmarc beim Eurovision Song Contest 2017

Fusedmarc ist eine Musikband aus Litauen.

## Geschichte
Die Band wurde 2004 gegründet. 2005 erhielt sie den litauischen Alternative-Music-Award A.LT in der Kategorie „Bester musikalischer Durchbruch“. Von Januar bis März 2017 nahm die Band am Eurovizijos 2017, dem litauischen Vorentscheid zum Eurovision Song Contest, teil. Die Gruppe begann in der dritten Vorrunde und qualifizierte sich dort mit dem dritten Platz von dreizehn Kandidaten für das Achtelfinale. Dort wiederholte sie Platz drei und kam somit ins Viertelfinale weiter, das die Band gewann. Im nachfolgenden Halbfinale wurde der Sieg des Abends wiederholt, bevor sie am 11. März 2017 auch das Finale gewann und Litauen beim Eurovision Song Contest 2017 in Kiew vertreten durften. Mit ihrem Popsong Rain of Revolution traten sie im zweiten Halbfinale an. Dort verpassten sie den Einzug ins Finale.

## Zusammensetzung
Die Band besteht aus zwei litauischen Russen und einem Litauer:
- Viktorija Ivanovskaja (Cilia) – Gesang, Elektronik[3]
- Denisas Zujevas (Vakx, Nurasho) – Gitarre, Bass, Programmierung, Texte
- Stasys Žakas (Syrtha) – Videoinstallation, Design, Visualisierung, Laptop

## Diskografie

### EPs
- 2005: Contraction

### Singles
- 2017: Rain of Revolution